# Shitennō (samurai)
Shitennō (四天王?) è un termine giapponese che si riferisce alle divinità dei Quattro Re Celesti, ma è usato anche per indicare alcuni gruppi di quattro persone che esercitano una forte influenza su un determinato territorio. Il nome era molto usato nel Giappone feudale e serviva ad indicare gruppi di samurai, a metà tra la storia e la leggenda, che hanno dato vita ad alcune tra le più famose figure folcloristiche giapponesi.
Tra i gruppi di Shitennō il più celebre è quello al servizio di Minamoto no Yorimitsu, nella leggenda conosciuto come Raikō, composto da:
- Sakata no Kintoki - probabilmente membro della famiglia Suzaku, conosciuto originalmente con il nome di Kaidomaru, ha dato origine alla leggenda di Kintarō.
- Urabe no Suetake - membro della famiglia Sōryū.
- Usui Sadamitsu - membro della famiglia Genbu, popolare personaggio del teatro Kabuki.
- Watanabe no Tsuna - membro della famiglia Byakko, guerriero popolare nell'iconografia come cacciatore di demoni.

Questo gruppo di samurai è presente nelle leggende di Shutendoji, Yama-uba e Tsuchigumo, sempre al fianco del leggendario Raikō.
Un altro gruppo di Shitennō è quello di Minamoto no Yoshitsune, presente in molte opere, tra cui il dramma kabuki Yoshitsune Senbon Zakura. I loro nomi sono: Suruga Jirō, Kamei Rokurō, Kataoka Hachirō e Ise Saburō.